# Yuki Kamifuku
Yuki Kamifuku (en japonés: 上福佑季, Kamifuku Yuki) (Fujisawa, 20 de febrero de 1993) es una luchadora profesional japonesa independiente, conocida por su paso en promociones niponas como DDT Pro-Wrestling y Tokyo Joshi Pro-Wrestling.

## Carrera profesional

### Circuito independiente (2017-presente)
En el CyberFight Festival 2021, un evento multipromocional promovido por DDT, TJPW, Pro Wrestling NOAH y Ganbare☆Pro-Wrestling el 6 de junio, Kamifuku hizo equipo con Maki Itoh y Marika Kobashi, consiguiendo una victoria contra Hikari Noa, Yuki Arai y Mizuki.

#### Tokyo Joshi Pro Wrestling (2017–presente)
Kamifuku hizo su debut en la lucha profesional en Tokyo Joshi Pro Wrestling (TJPW) en el evento promovido por la firma Brand New Wrestling ~ The Beginning Of A New Era, que se celebró el 26 de agosto de 2017, donde hizo equipo con Yuna Manase contra Mizuki y Nonoko.
El 7 de noviembre de 2020 en Wrestle Princess, Kamifuku ganó el vacante International Princess Championship al derrotar a Hikari Noa en la final de un torneo de eliminación individual de ocho mujeres. El 4 de enero de 2021 en TJPW Tokyo Joshi Pro '21, se asoció con Mahiro Kiryu para desafiar, sin éxito, a Bakuretsu Sisters (Nodoka Tenma y Yuki Aino) por el Princess Tag Team Championship.

#### DDT Pro-Wrestling (2017–presente)
Kamifuku hizo su primera aparición para DDT Pro-Wrestling en el DDT Tokyo Game Show 2017 4Gamer del 23 de septiembre de 2017, donde hizo equipo con Miyu Yamashita contra Rika Tatsumi y Yuu.
Es conocida por trabajar en varios de los eventos de la firma de la promoción. Uno de ellos el DDT Peter Pan, haciendo su primera aparición en Ryōgoku Peter Pan 2018 el 21 de octubre donde hizo equipo con Mina Shirakawa y Miyu Yamashita contra Yuka Sakazaki, Mizuki y Shoko Nakajima, como resultado de un tag team match de seis mujeres.
Un año más tarde, en Wrestle Peter Pan 2019, el 15 de julio, participó en un combate con las reglas del Rumble por el Ironman Heavymetalweight Championship que ganó Yukio Sakaguchi y en el que también participaron Hiroshi Yamato, Shiro Koshinaka, Joey Ryan y Gorgeous Matsuno, entre otros.
Otra rama de eventos en la que trabajó fue la DDT Ultimate Party. En la Ultimate Party 2019, el 3 de noviembre, compitió por el Ironman Heavymetalweight Championship que ganó Kazuki Hirata y en el que también participaron Toru Owashi, Harukaze y Sagat, junto a otros.

## Vida personal
Kamifuku vivió en Ohio (Estados Unidos) de adolescente con su familia mientras su padre trabajaba allí.

## Campeonatos y logros
- DDT Pro-Wrestling
  - Ironman Heavymetalweight Championship (1 vez)[13]
- Tokyo Joshi Pro Wrestling
  - International Princess Championship (1 vez)
  - International Princess Title Tournament (2020)
  - Osaka Three Man Festival Tournament (2020) – con Mina Shirakawa y Yuna Manase